# Britiske landbrugsrevolution
Den Britiske landbrugsrevolution var hidtil uset stigning i outputtet af Storbritanniens landbrugsproduktion, der skyldtes stigninger i arbejdskraftens og jordens produktivitet i perioden fra i midten af det 17. århundrede til slutningen af det 19. århundrede. Landbrugsproduktionen voksede hurtigere end befolkningen i løbet af århundredet til 1770, og derefter forblev produktiviteten blandt de højeste i verden. Denne stigning i madforsyningen bidrog til den rivende befolkningsstigning i England og Wales, fra 5,5 millioner i 1700 til over 9 millioner i 1801, selvom den indlandske produktion i stigende grad gav plads til fødevareimport i det 19. århundrede, eftersom befolkningen her blev mere end tredoblet til over 32 millioner. Produktivitetsstigningen fremskyndede faldet i den landbrugsrelaterede andel af arbejdsstyrken, hvilket frigjorde mange mennesker til den bymæssige arbejdsstyrke, som industrialiseringen var afhængig af; den landbrugsmæssige revolution er derfor blevet anført som en årsag til Den industrielle revolution.
Historikere fortsætter imidlertid med at strides om, præcist hvornår sådan en "revolution" fandt sted og hvad den bestod af. I stedet for en enkelt begivenheder angiver G.E. Mingay, at der var en "overflod af landbrugsrevolution, en i to århundreder før 1750, en anden lægger vægt på århundredet efter 1650, en tredje i perioden 1750-1880, og en fjerde i de midterste årtier i det 19. århundrede". Dette har fået nyere historikere til at hævde, at enhver generel udtalelse om "landbrugsrevolutionen" er vanskelig at opretholde.
En vigtig ændring i landbrugsmetoder var ændringen i sædskifte, hvor man dyrkede majroer og kløver, i stedet for at lade jorden ligge brak. Majroer kan dyrkes om vinteren og er rodfæstet dybt, hvilket gør det muligt for dem at samle mineraler, der er utilgængelige for overfladiske afgrøder. Kløver fikserer nitrogen fra atmosfæren til en form for gødning. Dette muliggjorde den intensive opdykning af lyse jorde på indhegnede gårde og skaffede foder nok til at kunne forøge antallet af husdyr støt, hvis møg bidrog yderligere til jordens frugtbarhed.[kilde mangler]

## Større udviklinger og opfindelser
Den britiske landbrugsrevolution fandt sted som følge af det komplekse samspil mellem forandringer i samfundets sociale og økonomiske aspekter samt ændringer i landbrugsteknologien. Større udviklinger og innovations omfatter:
- Norfolk fire-mark vekseldrift: Foderafgrøder, især majroe og kløver, erstattede den tidligere praksis med at lade jorden ligge brak.[7]
- Hollænderne forbedrede den kinesiske plov, så den kunne trækkes med færre okser eller heste.
- Enclosure: Fjernelsen af fælles rettigheder for i stedet at etablere eksklusivt ejerskab af jord.
- Udvikling af et nationalt marked fri for tariffer, vejafgifter og toldmæssige hindringer.
- Transportinfrastruktur, såsom forbedrede veje, kanaler og senere jernbaner.
- Jordomdannelse, jordafløb og landvinding.
- Stigning i gårdenes størrelse.
- Kunstig selektion

### Vekseldrift
En af den britiske landbrugsrevolutions mest betydningsfulde opfindelser var udviklingen af Norfolk fire-felt vekseldrift, der i høj grad øgede afgrøder- og husdyrudbytter ved at forbedre jordens frugtbarhed og reducere brak.
Vekseldrift er den dyrkningspraksis, der indebærer, at en række forskellige former for afgrøder dyrkes i det samme område i sekventielle sæsoner for at hjælpe med at bevare plantenæringsstoffer og afbøde opbygningen af patogener og skadedyr, der opstår, når en planteart dyrkes kontinuerligt. Vekseldrift kan endvidere forbedre jordens struktur og frugtbarhed ved at veksle mellem dybtrodede og overfladiske planter. Majroerødder, der kommer fra dybt under jorden takket være plantens dybe pælerod, kan foreksempel genoprette jordens næringsstoffer. Norfolk systemet, som det kaldes i dag, roterer afgrøder således, at forskellige afgrøder beplantes med det resultat, at forskellige typer og mængder af næringsstoffer optages af planter fra jorden, når de vokser. En betydningsfuld egenskab ved Norfolk fire-mark var, at den brugte arbejdskraft på tidspunkter, hvor efterspørgslen var på sit højeste.
Tilsåningen af dækafgrøder såsom majroer og kløver var ikke tilladt under fælledsystemet, fordi de hindrede adgangen til markerne. Andre folks husdyr kunne desuden græsse majroerne.
I Middelalderen havde det åbne marksystem oprindeligt brugt et to-marks vekseldrift system, hvor en mark lå brak eller blev omdannet til overdrev for en tid, med det formål at forsøge at genoprette nogle af dens plantenæringsstoffer. Senere anvendte de en treårs, tre-marks vekseldrift rutine, med en anden afgrøde på hver af de to marker f.eks. mark havre, rug, hvede og byg på den første mark, og på den anden dyrkede mark plantede de en bælgplante, eksempelvis ærter eller bønner, og den tredje mark lå brak.
Normalt lå 10-30% af agerjorden i et tre afgrøde vekseldrift system brak. Hver mark, der blev "roteret", blev tilsået med en anden afgrøde næsten hvert eneste år.[kilde mangler] I løbet af de følgende to århundreder genoprettede den regelmæssige beplantning af bælgplanter som ærter og bønner på de marker, som tidligere lå brak, langsomt nogle dyrkede arealers frugtbarhed. Dyrkningen af bælgfrugter hjalp med at øge plantevæksten på den tomme mark, på grund af knoldbakterierne på bælgplante-røddernes evne til at fiksere nitrogen (N2) fra luften og ned i jorden i en form, som planter kunne bruge.[kilde mangler] Af andre afgrøder der lejlighedsvis blev dyrket kan nævnes hør og medlemmer af korsblomst-familien.
Konvertibelt husdyrbrug medførte, at en mark vekslede mellem græs og korn. Fordi nitrogenindholdet i et græsningsområde langsomt opbygges over tid, resulterede pløjningen af græsningsarealer og plantningen af korn højt udbytte i et par år. En stor ulempe ved konvertibelt husdyrbrug var det hårde arbejde med at bryde græsningsarealerne op og vanskeligheder ved etableringen af dem. Konvertibelt husdyrbrug var betydningsfuld, fordi den inkorporerede græsgangene i vekseldriften.
Landmændene i Flandern, der ligger i nutidens nordlige Belgien, opdagede et stadig mere effektivt fire-marks vekseldrift system, der benyttede majroer og kløver (en bælgplante) som foderafgrøder som erstatning for treårs vekseldriftens år med brak.[kilde mangler]
Fire-marks vekseldrift systemet gjorde det muligt for landmændene at genoprette jordens frugtbarhed og nogle af de plantenæringsstoffer, der var blevet fjernet med afgrøderne. Majroer dykkede så tidligt som 1638 op i Englands skifteretlige optegnelser, men blev ikke udbredt indtil ca. 1750. Brakmarkerne udgjorde i 1700 20% af Englands dyrkbare område, inden majroer og kløver i vid udstrækning blev dyrket. I midten af det 19. århundrede blev guano og nitrater fra Sydamerika introduceret, og området, der lå brak, faldt støt til kun 4% i 1900. På hver mark ville hvede, byg, majroer og kløver ideelt set, efter hinanden, blive dyrket i førnævnte rækkefølge. Majroerne hjalp med at holde udkrudtet nede og var en fremragende foderafgrøde; drøvtyggende dyr kunne spise planternes toppe og rødder i løbet af stor del af somrene og vintrene. Der var ikke behov for at lade jorden ligge brak, eftersom kløver kunne gentilføre jorden nitrater (nitrogenholdige salte). Kløver var fortræffelig som græsningsareal og græsmark, der blev brugt til høslæt, og lavede endvidere fortræffelig grøngødning, når den blev pløjet ned efter et eller to år. Inkorporeringen af kløver og majroer i landbruget gjorde det muligt at holde flere dyr gennem vinteren, som til gengæld producerede mere mælk, ost, kød samt møg, der bevarede jordens frugtbarhed.[kilde mangler]
Afgrødesammensætningen ændrede sig også: arealet under hvede steg ved 1870 til 1.4 millioner hektarer, byg til 0.9 millioner hektarer og havre mindre dramatisk til 1.1 millioner hektarer, imens rug faldt til 25.000 hektarer, mindre end en tredjedel af dens højdepunkt i senmiddelalderen. Kornudbytter drog fordel af nye og bedre frø side om side med forbedret vekseldrift og frugtbarhed; hvedeudbytter steg med en fjerdedel i det 18. århundrede og næsten 50% i det 19. århundrede, hvor de i 1890'erne gennemsnitligt var 2.080 kg/hektar.

### Historiografi
- Allen, Robert C. "Tracking the Agricultural Revolution in England." Economic History Review (1999) 52#2 pp: 209-235. online
- Overton, Mark (1996). "Re-establishing the English Agricultural Revolution". Agricultural History Review: 1-20. JSTOR 40275062.